# Шолль, Херберт
Херберт Фриц Шолль (нем. Herbert Fritz Scholl; 12 июля 1925, Дюссельдорф, Рейнская провинция — 7 апреля 2001, Лонг-Айленд) — западногерманский яхтсмен. Участник летних Олимпийских игр 1960 года.

## Биография
Херберт Шолль родился 12 июля 1925 года в немецком городе Дюссельдорф.
Выступал в соревнованиях по парусному спорту за Северогерманский регатный клуб из Гамбурга.
В 1960 году вошёл в состав Объединённой германской команды на летних Олимпийских играх в Риме. В классе «5,5 метра» на яхте «Брония» вместе с Хансом Барс-Линднером и Карлом-Августом Штольце заняли 9-е место, набрав 3022 очка и уступив 3878 очка завоевавшему золото экипажу из США.
Умер 7 апреля 2001 года в багамском районе Лонг-Айленд.

## Память
В Германии на реке Альстер во вторые выходные июня проводятся соревнования по парусному спорту в классе «5,5 метра» в память о Херберте Шолле.
В Германии действует фонд Херберта Шолля. Он финансирует соревнования по парусному спорту, в том числе среди инвалидов на Альстере.